# Insula Anticosti

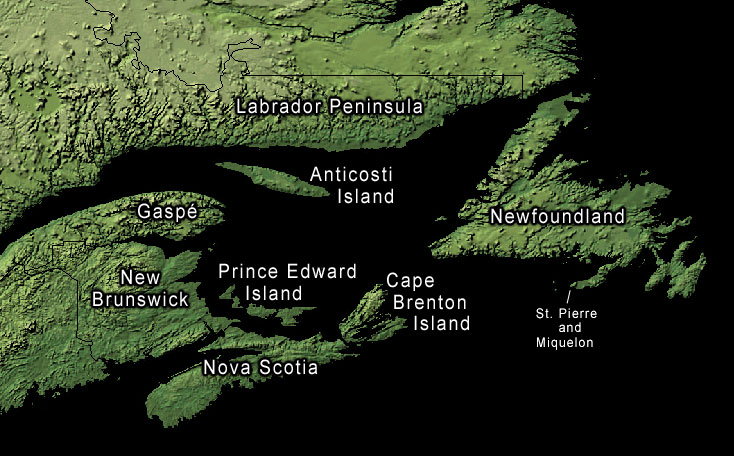
Localizarea insulei Anticosti în Golful St. Lawrence

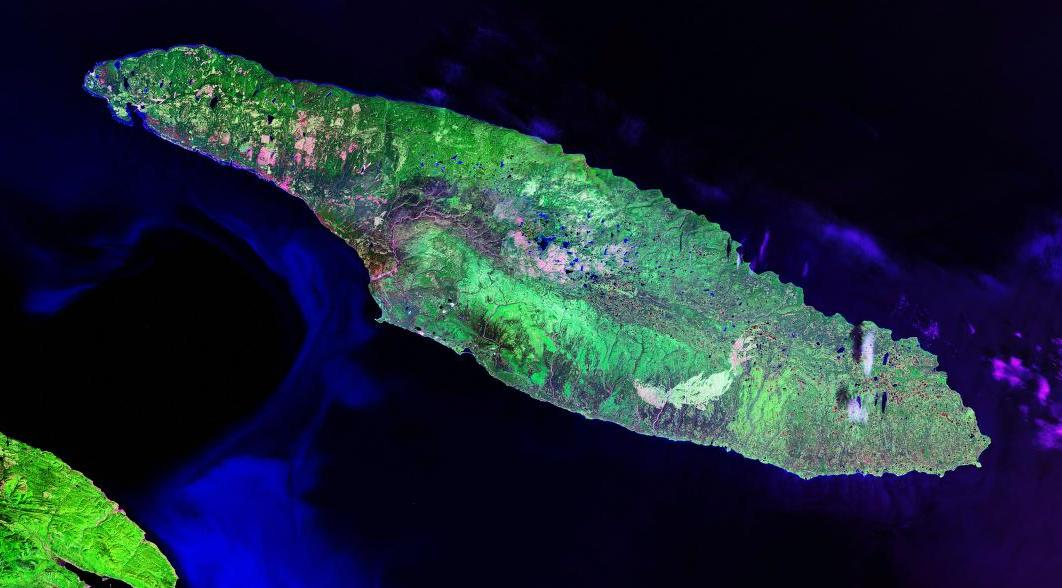
Imagine din satelit a insulei Anticosti

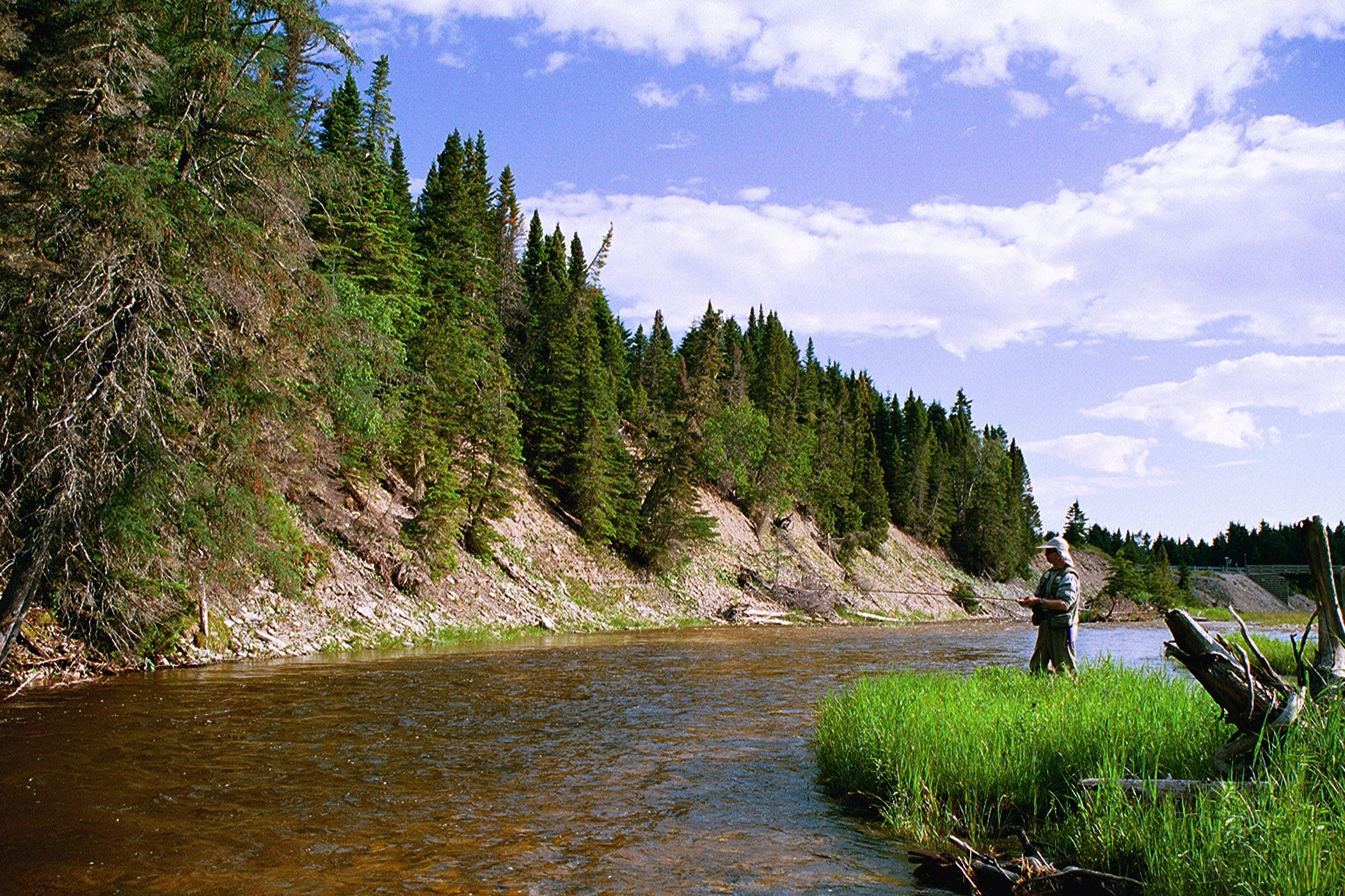
Pescar pe râul À l'Huile de pe insula Anticosti

Insula Anticosti este o insulă situată la vărsarea Fluviului Sf. Laurențiu în Golful Sf. Laurențiu, în provincia Quebec, Canada. 
Cu o suprafață de 7941 km2  ocupă locul 90 în lume și locul 20 în Canada.

## Geografie
Insula este separată la nord de regiunea Côte-Nord (în peninsula Labrador) din Quebec prin strâmtoarea Jacques Cartier, iar la sud este separată de peninsula Gaspé prin strâmtoarea Honguedo.
Insula Anticosti este relativ joasă, altitudinea maximă fiind de 126 m, dar coastele sale sunt stâncoase și primejdioase pentru navigație. Cel mai mare lac de pe insulă este lacul Wickenden, care alimentează râul Jupiter.
Clima de tip subarctic maritim este caracterizată prin veri reci și ierni relativ blânde. Temperatura medie este de cca.-10 °C în ianuarie și 15 °C în iulie. Precipitațiile sub formă de zăpadă sunt abundente, de regulă ajungând la peste 300 cm în părțile vestice și centrale.
Insula are o lungime de 222 km și o lățime maximă de 56 km, dar este foarte slab populată, în 2006 fiind înregistrați doar 281 locuitori, majoritatea în satul Port-Menier situat pe coasta vestică a insulei. Insula se constituie într-o municipalitate a provinciei Quebec, L'Île-d'Anticosti.

## Istoric
Timp de mii de ani, insula Anticosti a folosit ca teren de vânătoare pentru amerindienii de pe continent - innu și mi'kmaq. Exploratorul francez Jacques Cartier a descoperit-o în 1534 și a numit-o Île d'Assomption. În 1680, regele Ludovic al XIV-lea al Franței a dăruit senioria insulei Anticosti și insulelor Mingan lui Louis Jolliet, în semn de recunoștință pentru explorarea fluviului Mississippi. Familia Jolliet a deținut domeniul până când Noua Franță a trecut sub stăpânirea Regatului Unit ca urmare a Războiului de Șapte Ani și a Tratatului de la Paris (1763), fiind inițial anexată la provincia Newfoundland , dar ulterior, în 1774, inclusă în provincia Canada. În următorii ani s-au succedat mai mulți proprietari, care au folosit insula Anticosti mai ales ca sursă de lemne. 
În 1895, insula a devenit proprietatea lui Henri Menier, un ciocolatier francez, care a depus mari eforturi pentru a o transforma într-o rezervație privată de vânătoare și pescuit, aducând de exemplu pe insulă 220 de cerbi și căprioare. El a fondat și satul Port-Menier de pe insulă. După moartea sa în 1913, fratele său Gaston a preluat proprietatea, dar a vândut-o în 1926 unei companii producătoare de cherestea.
În 1974, guvernul Quebec-ului a cumpărat insula. O mare parte a insulei este în administrarea Société des établissements de plein air du Québec (SEPAQ) iar din aprilie 2001, 572 km2 au fost transformați în Parcul Național Anticosti. Există de asemenea două rezervații ecologice, Pointe-Heath (19 km2) și Grand-Lac-Salé (24 km2).